# Воробьёв, Николай Иосифович
Николай Иосифович Воробьёв (1894—1967) — русский советский этнограф, географ, педагог, профессор физической географии (с 1934), музейный работник, краевед. Основоположник этнографического татароведения.

## Биография
В 1914—1918 годах обучался на естественное отделение кафедры географии и этнографии физико-математического факультета Казанского университета. В 1918 г. после окончания с отличием Казанского университета оставлен при кафедре географии и этнографии в качестве профессорского стипендиата с зачислением на должность ассистента.
С 1914 года участвовал в экспедициях (в том числе, в 1915—1916 гг. в Сибирь и на Дальний Восток, где собрал ценную этнографическую коллекцию по нанайцам).
С 1918 года преподавал (профессор в 1934—1945) в Казанском университете.
В 1922 году  заведовал этнографическим отделом Государственного музея Татарской АССР, одновременно возглавлял естественно-исторический отдел музея, в 1923—1930 годах — директор Центрального краеведческого музея Татарской АССР.
Принимал активное участие в организации краеведческого движения в республике. Основатель и первый декан географического факультета Казанского педагогического института (1934—1945).
С 1945 года — заведующий сектором археологии и этнографии и заместитель директора языка, литературы и истории Казанского филиала АН СССР.
В 1946 году возобновил экспедиции среди татар и чувашей.

## Научная деятельность
Автор фундаментальных работ по этнографии казанских татар и чувашей. Проводил изучение этногенеза народов Поволжья. Исследовал Красноярский край в целях изучения фауны Енисея и Уссурийский край, где занимался географическими и этнографическими исследованиями.

## Избранные труды
- Казанские татары // Материалы по изучению Татарстана. Казань. — 1925. — Вып. 2. — С. 133—166;
- Жилище и поселение татар Арского кантона Татарской ССР // Вестник научного общества татароведения. Казань. — 1926. — № 4. — С. 10—49;
- Материалы по быту русского старожильческого населения Восточной Сибири. Население Причуньского края (Енисейская губерния) // Известия Общества археологии, истории и этнографии при Казанском гос-университете. — 1926. — Т. 33. — Вып. 2—3. — С. 59—112;
- Крящены и татары. Материалы сравнительной характеристики // Труд и хозяйство. — Казань. — 1929. — № 5;
- Материальная культура казанских татар. — Казань, 1930;
- Происхождение казанских татар по данным этнографии // СЭ. — 1946. — № 3. — С. 75—6;
- Этнографический музей Казанского университета (совместно с Е.П. Бусыгиным и П.В. Юсуповым) // СЭ. — 1946. — № 1. — С. 222—225;
- Этногенез чувашского народа по данным этнографии // СЭ. — 1950. — № 3. — С. 66—78;
- Программа для сбора материалов по изучению современного быта колхозной деревни и истории его формирования у народностей Среднего Поволжья // СЭ. — 1951. — № 4. — С. 180—198;
- К вопросу об этнографическом изучении колхозного крестьянства // СЭ. — 1952. — № 1. — С. 142—146;
- Казанские татары. Опыт путеводителя по Этнографическому отделу Центрального Музея ТССР / Библиотека Экспериментальной базы ТССР; под ред. С. П. Сингалевича. — Выпуск VI-й. — Казань: Типогр. «Красный Печатник», 1927. — 20 с.
- Казанские татары (этнографические исследования материальной культуры дооктябрьского периода). —  Казань: Татгосиздат, 1953. — 381 с.
- Чуваши. Этнографическое исследование. — Чебоксары, 1956.
- К истории сельского жилища у народов Среднего Поволжья // КСИЭ. — 1956. — Вып. 25. — С. 3—18;
- Очерки по географии Татарии. — Казань, 1957
- Украшения и внутреннее убранство крестьянских жилищ у народов Среднего Поволжья // Известия Казанского Филиала АН СССР. — 1957. — № 2;
- Тувинские коллекции в этнографическом музее Казанского университета (совместно с Е. П. Бусыгиным и Н. В. Зориным) // СЭ. — 1957. — № 3. — С. 164—167;
- Чуваши // Народы Европейской части СССР. — М. — 1964
- Поволжские татары // Там же;
- Татары Среднего Поволжья и Приуралья. — М., 1967[3].

## Награды
- Орден Ленина
- Медаль «За доблестный труд в Великой Отечественной войне 1941—1945 гг.»
- Заслуженный деятель науки Татарской АССР (1945)[4]
- Почётная грамота Президиума Верховного Совета Татарской АССР
- Почётная грамота Президиума Верховного Совета Чувашской АССР
- Почётная грамота Президиума Верховного Совета Мордовской АССР.
- Почётный член Географического общества СССР (1964).